# Sony Pictures Home Entertainment
Sony Pictures Home Entertainment (abbreviata in SPHE) è la divisione di distribuzione home video di Sony Pictures Entertainment, una sussidiaria di Sony Group Corporation.
In Italia hanno distribuito titoli selezionati della Italian International Film sono in VHS e DVD dalla fine degli anni '90 fino al 2004 e dal 2002 fino alla metà 2003 hanno distribuito persino alcuni titoli della 01 Distribution.